# Station Poddębice
Station Poddębice is een spoorwegstation in de Poolse plaats Stacja Poddębice koło Poddębic.